# Іщенко Наталія Анатоліївна
Наталія Анатоліївна Іщенко (нар. 23 серпня 1960 року, м. Сімферополь) — проректор з науково-педагогічної діяльності та інноваційного розвитку Таврійського національного університету імені В. І. Вернадського (Київ), літературознавець, доктор філологічних наук.

## Освіта
1982 року закінчила Сімферопольський університет .

## Педагогічна діяльність
На сайті університету, в якому працювала Н. Іщенко, подано таку інформацію про її діяльність: у 1982—1990 рр. вчителювала в м. Сімферополі, у 1990—2015 рр. — доцент кафедри російської та зарубіжної літератури Таврійського національного університету (Сімферополь), з 2010 року — професор.
2015 року стала завідувачкою кафедри теорії та практики перекладу інституту іноземної філології так званого Кримського федерального університету імені В. І. Вернадського, де працювала до 2017 року.
2017 року почала працювати в Києві проректором з науково-педагогічної діяльності та інноваційного розвитку в переміщеному з Сімферополя Таврійському національному університеті імені В. І. Вернадського.
Провадить культурологічні та історичні дослідження Кримської війни 1853—1856 рр., її відображення в літературі.

## Основні праці
- Крымская война 1853—1856 годов: Очерки истории и лит-ры. Сф., 2004; The Crimean War: A Clash of Empires. Staplehurst, 2004 (співавт.)[8].
- Перо сильнее, чем клинок…: Мифология Крым. войны 1853—56 г. в лит-ре Великобритании 2-й пол. XIX в. Сф., 2007[9].
- The Battle of the Alma, 1854: First Blood to the Allies in the Crimea. Barnsley, 2008 (співавт.)[10].
- War in the Crimea: An Illustrated History. Stroud, 2008 (співавт.)[11].